# 多柱海参
多柱海参（学名：Holothuria multipilula）为海参科海参属的动物。在中国大陆，分布于西沙群岛等地，一般生活于珊瑚碎枝下。该物种的模式产地在西沙群岛永兴岛。